# صموئيل بيردسال
صموئيل بيردسال هو محامي وقاضي وسياسي أمريكي، ولد في 14 مايو 1791 في هيلسديل في الولايات المتحدة، وتوفي في 8 فبراير 1872 في Waterloo, New York ‏ في الولايات المتحدة. نشط حزبياً في الحزب الديمقراطي. وقد انتخب عضو مجلس النواب الأمريكي ‏.